# IV. sjezd Svazu československých spisovatelů
IV. sjezd Svazu československých spisovatelů se konal 27.-29. června 1967 v Národním domě na náměstí Míru v pražských Vinohradech. Projevy přednesené na sjezdu vzbudily pozornost domácí i zahraniční veřejnosti, upozornily na odlišnosti názorů vedení KSČ a tehdejších literátů a sjezd se stal významným mezníkem v událostech vedoucích k Pražskému jaru.

## Pozadí
Po Vítězném únoru v roce 1948 patřilo k prioritám vládnoucí komunistické strany ovládnutí kultury (včetně literatury). V rámci této snahy byla zájmová kulturní společenství transformována ve svazy, které měly napomáhat prosazování stranické ideologie. Svaz československých spisovatelů toho byl klasickým příkladem, stejně jako svazy spisovatelů v jiných zemích východního bloku založené podle sovětského vzoru.
Po III. sjezdu v roce 1963 byli do Svazu připuštěni i někteří autoři, kterým bylo členství dříve zamítnuto, a byly tolerovány některé texty kritizující koncepci sovětské kultury i stranickou politiku. Přestože většina literátů setrvávala ve straně, ostřily se morální i politické spory s vládnoucí mocí, mj. o svazový týdeník Literární noviny.

## Průběh sjezdu
Sjezd zahájil v 10:06 národní umělec Vilém Závada. Na Sjezdu bylo první den přítomno kolem 500 účastníků - funkcionáří KSČ, literáti, novináři i další hosté.
Úvodní referát přednesl Milan Kundera. Podle zvyku měl přečíst připravené Stanovisko, jenže místo kompromisního projevu zcela otevřeně vyzval ke svobodnému výměně názorů. Kritickými příspěvky pokračovali i další spisovatelé, Pavel Kohout, Alexandr Kliment a Dušan Hamšík. A. Kliment navíc ve svém projevu zmínil Dopis představitelům Sovětského svazu Alexandra Solženicyna, adresovaný IV. sjezdu sovětských spisovatelů (kde přečten nebyl) a kritizující cenzuru a stalinské čistky, načež Pavel Kohout po téměř jednomyslném odsouhlasení plénem přečetl jeho český překlad. Vedoucí delegace a tajemník ÚV KSČ Jiří Hendrych během čtení dopisu demonstrativně opustil sál se slovy "Všechno jste prohráli!". Většina následujících příspěvků a referátů pokračovala v kritice cenzury a režimu, takto vystoupili např. Karel Kosík, Milan Jungmann, Jiří Šotola, Antonín J. Liehm nebo Ivan Klíma.
Václav Havel přečetl protestní dopis mladých filmových režisérů. Ti označili za ohrožení základních práv a svobod, když poslanec Jaroslav Pružinec ve sněmovně napadl filmy Sedmikrásky, O slavnosti a hostech i další a vyzýval k zákazu uvádění děl nové vlny českého filmu. Havel dále vyzval k připuštění "zakázaných" autorů do SČSS.
S nejostřejším projevem, kritizujícím podstatu komunistického systému a v podstatě volajícím po demokracii, vystoupil Ludvík Vaculík. Kritizoval mimo jiné splynutí strany a vlády v jednu mocenskou sílu a nerovnost straníků a nestraníků.
Před zakončením Sjezdu přečetl Milan Kundera dopis od Svazu československých filmových a televizních umělců. Filmaři se postavili na stranu spisovatelů, odsoudili cenzuru a zásahy moci v kultuře.

### Reakce KSČ
Během sjezdu se paralelně konalo množství stranických porad. Jiří Hendrych se na sjezd musel vrátit a v projevu odsoudil diskuzi jako zneužití fóra k útokům na stranu a socialismus. Spisovatelé Antonín J. Liehm, Ivan Klíma a Ludvík Vaculík byli vyloučeni ze strany. Pavel Kohout obdržel důtku s výstrahou, Jan Procházka byl zbaven pozice kandidáta ÚV KSČ, Milan Kundera byl vyloučen ze strany a bylo s ním zahájeno disciplinární šetření.
Literární noviny byly definitivně odebrány Svazu a převedeny pod Ministerstvo kultury a informací.